# Елізабетта Дамі
Елізабетта Дамі (італ. Elisabetta Dami; 1958 р.н., Мілан) — італійська письменниця, автор художніх книжок для дітей.
Елізабетта Дамі народилася в 1958 році в Мілані, Італія. Донька видавця П'єро Дамі (засновника видавництва «Dami Editore», створеного у 1972 році), Елізабетта почала працювати коректором у сімейному видавничому домі і там же почала писати свої перші оповідання у віці 18 років.
Її досвід, накопичений під час надання допомоги хворим дітям як добровольця, спонукав до ідеї написання історії з мишею, Джеронімо Стілтоном, як головним героєм.
Найвідоміша робота Елізабетти — це серія про Джеронімо Стілтона. Її інші книги включають як головних героїв також Тею Стілтон і сестер Теї (Колетт, Нікі, Памела, Пауліна та Віолет). У 1999 році Дамі почала співпрацювати з видавництвом «Piemme», яке вирішило видавати серію книг для дітей. Починаючи з 2000 року, коли вийшла перша історія, 115 мільйонів примірників було продано в 150 країнах і на 45 різних мовах. Елізабетта Дамі написала понад 100 книг для дітей.
Елізабетта ділить свій час між Італією і містом Седона, штат Аризона (США). Вона любить подорожувати, потрапляти в пригоди і проводити дослідження, наприклад, як вона це зробила самостійно у 23 роки, вирушивши в навколосвітню подорож. Елізабетта піднімалася на Кіліманджаро, була в поході у Непалі, пробігла 120-кілометровий марафон у пустелі Сахара та два марафони в Нью-Йорку, а також здійснила стрибок з парашутом. Кілька років тому вона отримала ліцензію пілота.
Такі подорожі та пригоди дають Елізабетті натхнення для створення нових книг про Джеронімо Стілтона.